# هانوفر سی‌ال ۳
هانوفر سی‌ال ۳ (به آلمانی: Hannover CL.III) یک هواپیمای نظامی ساخت آلمان در زمان جنگ جهانی اول بود که دو صندلی در درونش وجود داشته و کاربردش در درجه اول به عنوان ماشین حمله به زمین بود. همانند هانوفر "لایت-سی-کلاس" و دیگر مدل‌های "سی‌ال" این هواپیما نیز توسط هرمان دورنر طراحی شده بود. امپراتوری آلمان و لتونی استفاده‌کنندگان این هواپیما بودند.